# 夏しぐれ
「夏しぐれ」（なつしぐれ）は、日本の音楽グループ・ALFIEの1作目のシングル。

## 概要
- メジャーデビューシングル。

## 収録曲
| 全作詞: 松本隆、全作曲・編曲: 筒美京平。 |                  |        |            |      |
| #                                        | タイトル         | 作詞   | 作曲・編曲 | 時間 |
| A面.                                     | 「夏しぐれ」     | 松本隆 | 筒美京平   | 3:32 |
| B面.                                     | 「危険なリンゴ」 | 松本隆 | 筒美京平   | 2:54 |

### 解説
1. 夏しぐれ
フォークを歌うアイドルグループとして、メンバーの意向とは関係なく用意された楽曲。後に歌謡曲のゴールデン・コンビと称される松本隆＆筒美京平が手掛けた初期の作品である[注 1]。
発売から35年後の2009年10月7日に発売された58thシングル「夜明けを求めて」の通常盤Aのカップリングにライブ・バージョンが収録された。
南沙織が自身のオリジナルアルバム「20才」にてカバー。
2. 危険なリンゴ

## 収録アルバム
- 青春の記憶 (#1,2)